# Sachsenkrieg (Heinrich IV.)
Als Sachsenkrieg oder Sachsenaufstand bezeichnet man die Auseinandersetzungen zwischen dem salischen Königshaus und den aufständischen Sachsen. Seinen Höhepunkt fand dieser teilweise bewaffnet ausgetragene Konflikt unter König Heinrich IV. in der Zeit vom Sommer 1073 bis zum Ende des Jahres 1075. Zu unterscheiden ist er von den Sachsenkriegen Karls des Großen in den Jahren 772 bis 804.

## Vorbedingungen
Latente Missstimmung zwischen dem salischen Königshaus und den Sachsen gab es bereits unter Heinrichs Vater Heinrich III. Dies mag vor allem an dessen süddeutscher Herkunft gelegen haben sowie an seinen zahlreichen Aufenthalten in der Goslarer Kaiserpfalz, die mit unverhältnismäßig hohen wirtschaftlichen Belastungen für die umliegende Bevölkerung verbunden waren. Mit der Mündigkeit und damit dem Regierungsantritt Heinrichs IV. im Jahre 1065 verschärfte sich dieser Konflikt, da der 15-Jährige mitten im sächsischen Kernland am Harz zahlreiches Krongut zurückforderte. Zur Sicherung dieses Königseigentums legte er ein Burgenbauprogramm auf und errichtete rund um das Gebirge zahlreiche Burgen, deren prominenteste die Harzburg war. Weitere Burgen waren der Wigantenstein, die Moseburg, der Sassenstein, die Spatenburg, die Heimburg und die Asenburg.
Dies wurde von den Sachsen als Bedrohung empfunden. Zudem wurden diese Burgen mit Ministerialen schwäbischer Herkunft belegt, die sich mangels Besoldung zu zahlreichen Übergriffen auf die sächsische Bevölkerung hinreißen ließen.

## Motive der Beteiligten

### Heinrich IV.
Der König hatte seine eigenen Gründe, die auch mit dem Staatsstreich von Kaiserswerth begründet waren und weitreichende Folgen hatten. Die Zeit nach dem Staatsstreich wurde von den Reichsfürsten nämlich dazu genutzt, um ihre Machtbasis innerhalb des Reichs weiter auszubauen, da es ja de facto keinen Herrscher gab, der sie hätte hindern können. Kaiserin Agnes selbst war zu schwach und in Ungnade gefallen und der junge König befand sich in der Hand Annos von Köln. Als Heinrich 1065 seine Schwertleite erhielt, konnte er diesen folgenreichen Entwicklungen entgegenwirken. Der Vorgang ist jedoch nicht als Rekuperationspolitik zu verstehen, denn der Verlust von königlichen Ländereien ist im Harzraum als gering zu betrachten und daher kein wesentliches Motiv. Diese Gebiete waren schon unter Heinrich III. ein Zankapfel zwischen den Saliern und Sachsen. Die Burgen sind vielmehr als Ausdruck der königlichen Macht zu sehen, denn Heinrich stützte sich vornehmlich auf Ministeriale, welche von seinem Wohlwollen abhängig waren, um sich von den Reichsfürsten zu lösen. Damit zog er sich wiederum den Unmut der Fürsten zu.

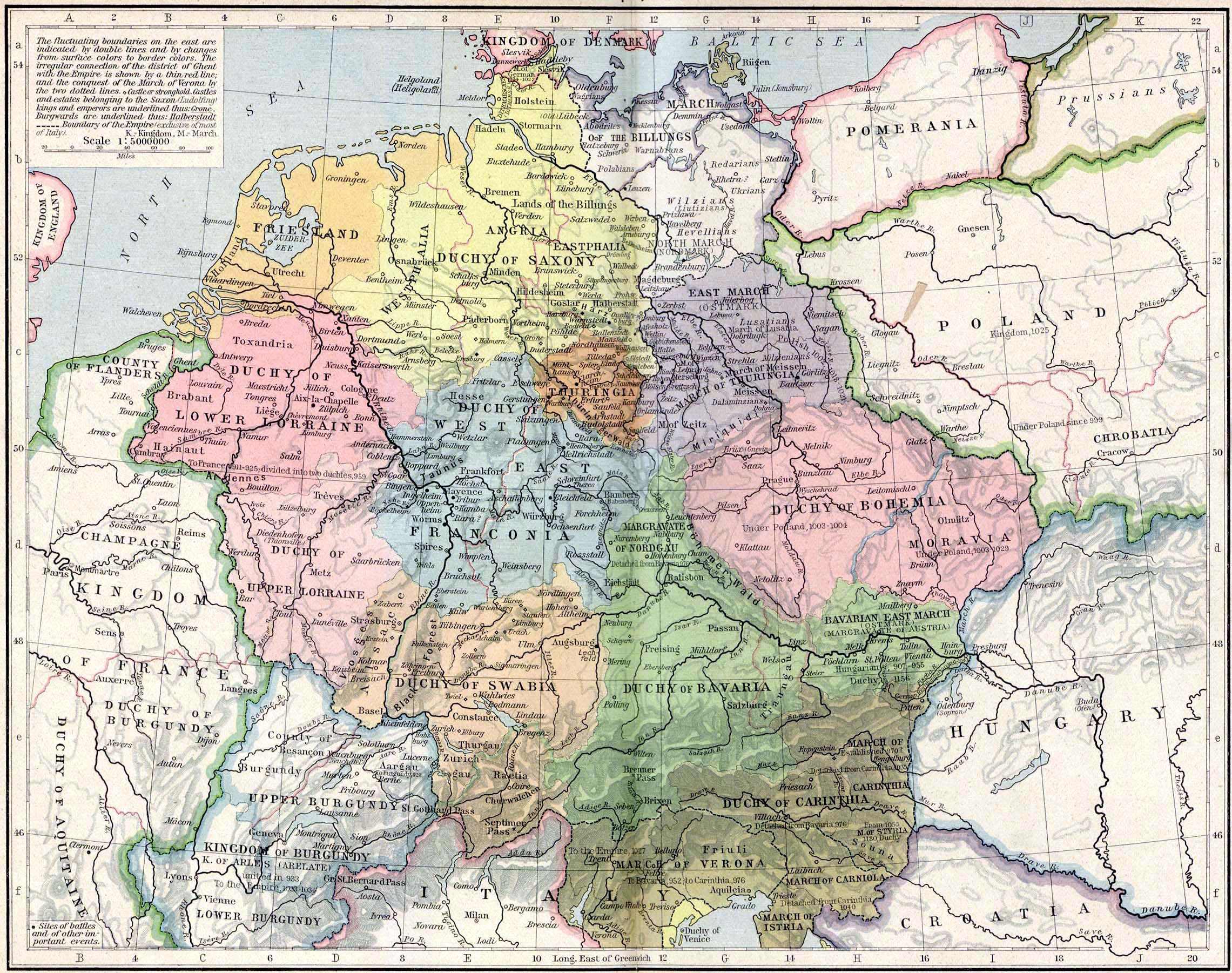
Zentraleuropa 919–1125

### Der sächsische Adel
Die Motive der sächsischen Adeligen sind offensichtlich, da sie massiv von Heinrichs Aktionen betroffen waren. Sie waren folglich empört und wollten ihren Einfluss, den sie während der Abstinenz des Herrschers aufgebaut hatten, nicht wieder aufgeben. Diese Unabhängigkeit, die der König nun selber zu erlangen versuchte, führte zu einem Konkurrenzdenken ihm gegenüber, was wiederum zu Unzufriedenheit unter den sächsischen Fürsten führte. Heinrichs Bestrebungen führten dazu, dass der Wunsch nach einem leichter zu kontrollierenden Herrscher aufkam und ihm von Seiten der Sachsen Amtsmissbrauch vorgeworfen wurde. Ebenso gab es einen Konflikt aufgrund der sogenannten „Königsnähe“, eine regelmäßige Anwesenheit des Königs in den Reichsteilen, wobei dieser Umstand eine Dramatisierung der Zustände ist, denn der König hielt sich ebensolang in anderen Reichsteilen auf, ohne dass es zu ähnlichen Komplikationen kam. Unter den sächsischen Fürsten ist insbesondere Otto von Northeim zu nennen, der dem König durch seine Beteiligung am Staatsstreich von Kaiserswerth und die Ausdehnung seines Besitzes im Harz ein besonderer Dorn im Auge war. Aufgrund dieser Auseinandersetzung und dem späteren Verlust seiner Güter, im Zuge des angeblichen Mordkomplotts gegen den König, nahm er während des Aufstands eine führende Rolle ein.

### Die Reichsfürsten
Die Querelen um die Ministerialen zogen weiter ihre Kreise und machten auch nicht vor den nicht am Aufstand beteiligten Fürsten halt. Aus Furcht vor Machtverlust unterstützten die Großen des Reichs den Aufstand zumindest passiv. So sagten sich Rudolf von Rheinfelden (Rudolf von Schwaben), Berthold von Kärnten und Welf von Bayern vom König los:

„Herzog Rudolf von Schwaben, Herzog Berthold von Kärnten und Herzog Welf von Bayern sagten sich los, weil sie deutlich sahen, daß ihr Rat beim König nichts mehr wert war, weil andere Ratgeber zu ihm fanden.“

#### Rudolf von Rheinfelden
Der spätere Gegenkönig Rudolf von Rheinfelden hatte schon länger einen Zwist mit dem König, der auf der Reform des Reichsmönchstums beruhte, die eine Schmälerung der königlichen Befugnisse vorsah. Der Herzog wurde 1072, ebenso wie Otto von Northeim 1070, des Hochverrats angeklagt. Jedoch konnte er sich weitaus besser aus der Affäre ziehen als sein Leidensgenosse, indem er sich die Unterstützung der Kaiserin Agnes, Annos von Köln und Siegfrieds von Mainz sicherte. Dies belastete die Beziehung zum König deutlich.

#### Welf IV. von Bayern
Nachdem 1070 Otto von Northeim das Herzogtum Bayern entzogen worden war, setzte Heinrich auf Anraten Rudolfs Welf IV. als Herzog ein. Für gewöhnlich wurden unter den Saliern Stammesfremde in solche Herzogtümer gesetzt, aber dadurch, dass Welf bayerische Ländereien besaß, konnte dieser sich besser mit dem ortsansässigen Adel arrangieren. Er stand stets treu auf der Seite Rudolfs, was sich auch darin zeigt, dass er ihn 1077 mit zum Gegenkönig wählte. Lampert von Hersfeld stellt ihn jedoch als eine Person dar, die Macht über Treue und Anstand stellte. Im Krieg zeigte sich dies auch, denn seine Treue hing davon ab, wie das Verhältnis zwischen Heinrich IV. und Otto von Northeim weiterlief. Hier sei zu erwähnen, dass Welf mit der Tochter des Northeimers verheiratet war, welche er jedoch nach dessen Ächtung verstieß.

#### Berthold von Kärnten
Berthold von Kärnten spielte eine etwas untergeordnete Rolle. Lampert berichtet nur, dass Berthold sich gegenüber dem König benachteiligt fühlte. Seine Lehen wurden eingezogen und er machte Heinrich für seine mangelnde Durchsetzungskraft in seinen Ländereien verantwortlich. Ebenso wie Welf IV. stand er Rudolf von Rheinfelden zur Seite.

## Der Kriegsverlauf

### Der Beginn des Aufstands

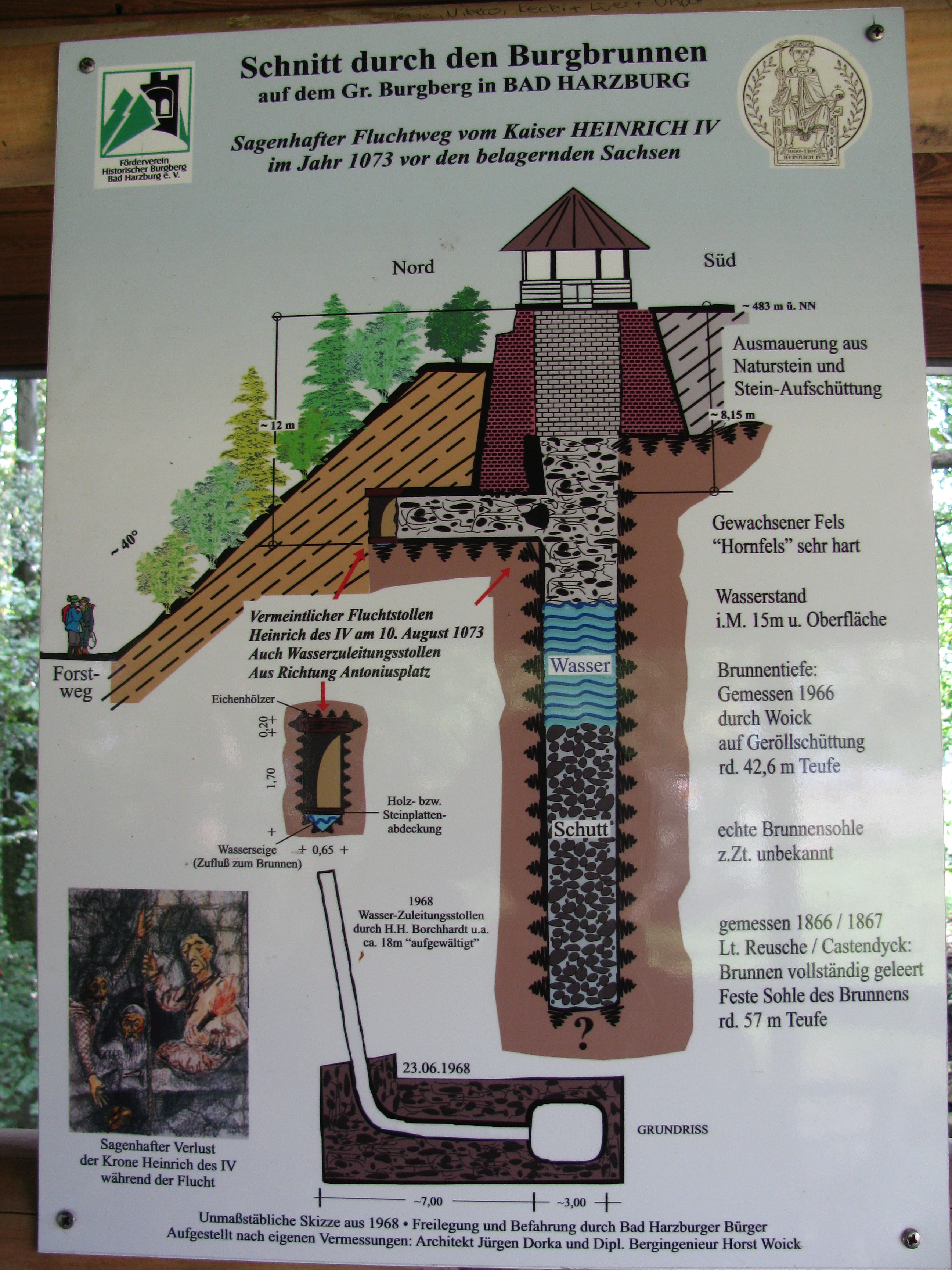
Schnittzeichnung des Harzburger Brunnens

Laut dem Chronisten Lampert von Hersfeld zogen am 29. Juni 1073 die sächsischen Großen vor die Kaiserpfalz Goslar, um auf diese Missstände hinzuweisen und Besserung einzufordern. Heinrich IV. verweigerte den Dialog und floh vor den daraufhin mit einem großen Heer anrückenden Sachsen auf die nahe Harzburg, wo ihn die sächsischen Aufständischen unter der Führung von Otto von Northeim und Bischof Burchard von Halberstadt belagerten. In der Nacht auf den 10. August 1073 konnte Heinrich mitsamt den Reichsinsignien aus der belagerten Burg entkommen. Der Sage nach nutzte er dazu einen Geheimgang, der in 12 m Tiefe im Brunnen begann und unter den Burgmauern hindurch führte. Der Brunnen wurde 1968 freigelegt, wobei der Geheimgang gefunden wurde.
Heinrich begab sich zunächst nach Eschwege und zog von dort über Hersfeld weiter in den süddeutschen Raum. Er fand allerdings kaum noch Unterstützung bei den Fürsten des Reiches, die nicht bereit waren, mit ihm gegen die Sachsen zu Felde zu ziehen.

### Der Friede von Gerstungen
Daher stand Heinrich am 27. Januar 1074 nur mit einem kleinen Heer dem wesentlich größeren sächsischen bei Hersfeld gegenüber. Beide Seiten scheuten jedoch aus unterschiedlichen Beweggründen die Schlacht: Heinrich vermutlich wegen der offensichtlichen Unterlegenheit, den sächsischen Führern war hingegen klar, dass ein Sieg ihres überwiegend aus Bauern bestehenden Heeres deren Stellung gestärkt hätte, was nicht in ihrem Sinne war. So kam es am 2. Februar 1074 zu Friedensverhandlungen in Gerstungen, bei denen eine Einigung zwischen den zerstrittenen Parteien erzielt werden konnte. Das wesentlichste Ergebnis war, dass Heinrich IV. der Schleifung der Burgen am Harzrand zustimmte.

### Die Plünderung der Harzburg
Hierzu gehörte auch die Harzburg, die allerdings über eine Stiftskirche und eine Grablege mit Heinrichs verstorbenem Sohn und Bruder verfügte. Um diese zu schonen, verfügte Heinrich, bei der Harzburg nur die Türme und Mauern umzulegen. Dies wiederum empörte die umliegende bäuerliche Bevölkerung, die daraufhin im März 1074 Burg und Stiftskirche bis auf die Grundmauern niederriss und die königlichen Gräber schändete. So sehr Heinrich dieses Ereignis persönlich betroffen haben mag, politisch spielte es ihm alle Trümpfe in die Hand: Die Plünderung der Kirche und die Schändung des königlichen Grabes sorgten für höchste Empörung im Reich, zahlreiche Fürsten wandten sich wieder auf Heinrichs Seite. Die sächsischen Fürsten wiesen jede Schuld am Handeln der bäuerlichen Bevölkerung zurück und boten umgehend die Wiederherstellung von Burg und Kirche auf eigene Kosten an.

### Die Schlacht bei Homburg an der Unstrut
Heinrich aber war nun wieder deutlich auf Konfrontation aus und sammelte ein diesmal wesentlich größeres Heer, das er im folgenden Jahr 1075 gen Sachsen führte. In der Schlacht bei Homburg an der Unstrut (ehemaliges Kloster Homburg bei Bad Langensalza) am 9. Juni 1075 fügte er dem sächsischen Heer, wiederum überwiegend aus einfachen Bauern bestehend, eine vernichtende Niederlage zu und zog anschließend verheerend durch Sachsen und Thüringen. Als Gefolgsmänner König Heinrichs kämpften u. a. Rudolf von Rheinfelden, der böhmische Herzog Vratislav II., Markgraf Ernst von Österreich (gefallen), der lothringische Herzog Dietrich II., der Bischof von Bamberg sowie Graf Hermann II. von Gleiberg. Auf der Seite der sächsischen Großen standen neben Otto von Northeim und Burchard II. von Halberstadt: der billungische Sachsenherzog Magnus, der Markgraf der Nordmark Lothar Udo II., Gebhard von Süpplingenburg (gefallen), der sächsische Pfalzgraf Friedrich II. von Goseck und Graf Dietrich II. von Katlenburg.
Einer der beiden Anführer, Bischof Burchard II. von Halberstadt, wurde bei der Homburg von königlichen Truppen festgesetzt und am 13. Juni schließlich dem Bischof von Bamberg als Gefangener übergeben.

„Die Schlacht hatte sich bereits vom Mittag bis zur neunten Stunde hingezogen, und es war schon nahe daran, daß sich zwei Heerhaufen zweier Länder, Schwaben und Bayern, zur Flucht wandten, und wiederholt meldeten Boten dem König, daß ihre Leute in höchster Gefahr seien, da rückten plötzlich Graf Hermann von Gleiberg auf der einen, auf der anderen Seite die Bamberger Mannen zum Angriff heran. Jetzt wirft auch der Herzog von Böhmen, jetzt der Herzog Gozelo von Lothringen ihre Reiter mit verhängten Zügeln in den Kampf. Diesem gewaltigen Ansturm konnten die Sachsen nicht mehr standhalten und wichen langsam zurück.“

Am 27. Oktober unterwarfen sich schließlich bei Spier (Sondershausen) die sächsischen Führer dem König, und zwar öffentlich, d. h. vor dem ganzen Heer. Heinrich ließ keinerlei Milde walten, sondern kostete seinen Triumph aus. Die Unterwerfung geschah laut Lampert barfüßig, ohne Ausnahme sowie bedingungslos. Heinrich hielt anschließend zahlreiche sächsische Große an verschiedenen Orten in Haft und vergab ihre Lehen anderweitig.

## Der weitere Verlauf
Nahezu zeitgleich mit der Kapitulation beginnend, zog der Investiturstreit für die folgenden Jahre Heinrichs ganze Aufmerksamkeit auf sich. Die Unruhen in Sachsen flammten auch und gerade in dessen Verlauf immer wieder auf, erreichten aber nicht mehr die politischen Dimensionen der Jahre 1073 bis 1075.
Auf dem Fürstentag von Trebur im Oktober 1076 stellte sich Otto von Northeim erneut auf die Seite der Opposition. Obwohl selbst jederzeit ein potenzieller Kandidat, wählten die Fürsten nicht ihn, sondern 1077 in Forchheim Rudolf von Rheinfelden und später Hermann von Salm zu Gegenkönigen. Dennoch blieb Ottos Einfluss auf die oppositionelle Politik groß. Auch militärisch tat er sich weiterhin hervor, in den Schlachten bei Mellrichstadt, Flarchheim und an der Elster kämpfte er an vorderster Front.
Selbst Heinrichs Sohn, Heinrich V., hatte noch mit den Sachsen zu kämpfen. Er verlor zum Beispiel die Schlacht am Welfesholz (1115) gegen die unter der Führung des späteren Kaisers Lothar III. kämpfenden Sachsen.

## Rezeption
Obwohl die Kriege des römisch-deutschen Kaisers gegen die Sachsen zu den „umfangreichsten und härtesten  militärischen Auseinandersetzungen“ auf sächsischem Boden bis zum Dreißigjährigen Krieg gehörten, wurden sie im 19. Jahrhundert systematisch aus dem Geschichtsbewusstsein der Deutschen verdrängt. In einem Mittelalter als Projektionsfläche für den im 19. Jahrhundert ersehnten Nationalstaat aller Deutschen war kein Platz für einen Bürgerkrieg, in dem sich Deutsche gegenseitig bekämpften.